# Вальтер Чала
Вальтер Леодан Чала Васкес (ісп. Walter Leodán Chalá Vázquez; нар. 24 лютого 1992, Валле-дель-Чота, Еквадор) — еквадорський футболіст, нападник болівійського клубу «Орієнте Петролеро».

## Клубна кар'єра
Народився 24 лютого 1992 року в долині Чота, Еквадор у родині Вальтера Чали-старшого та Маріси Васкес. Два його дядьки, Клевер Васкес і Хуан Геррон, були футболістами. Виріс у долині річки Чота (Валле-дель-Чота) — місцевості, населеній переважно афроеквадорцями і відомою як батьківщина багатьох талановитих футболістів. Освіту Чала отримував у школі Агустіна Дельгадо, але по закінченні 5 класу пішов із неї та зосередився на футболі. Він з теплотою згадує своє дитинство і зазначає, що, незважаючи на бідність, у нього було «щасливе дитинство». Провів сезон у «Депортіво» (Валле-дель-Чота) на позиції нападника. У 14-річному віці вирішив спробувати свої сили в «Депортіво Куенка», з яким підписав контракт. Швидко завоював місце в стартовому складі. Дебютував на дорослому рівні 28 липня 2010 року в нічийному (1:1) матчі проти «ЛДУ Кіто», в якому вийшов на поле на 86-й хвилині та відзначився голом. За клуб провів 19 матчів та відзначився 7-ма голами.
7 січня 2011 року підписав 4-річний контракт із казанським «Рубіном». Сума трансферу склала близько 1 000 000 доларів (750 000 євро). 14 травня дебютував за «Рубін» у Молодіжній першості Росії. Проте незабаром отримав травму. 7 січня 2012 року повернувся в оренду до свого колишнього клубу «Депортіво Куенка».
27 лютого 2013 року перейшов у «Нафтохімік» (Нижньокамськ). 29 квітня дебютував у домашньому матчі проти «Петротресту», в якому на 46-й хвилині замінив Вахіда Оразсахедова й відзначився голом на 62-й хвилині.
29 січня 2015 року перейшов в «Індепендьєнте дель Вальє» з еквадорської Серії А. 29 грудня 2015 року повернувся в «Депортіво Куенка», за який грав у сезоні 2016 року.
З 2018 по 2022 рік виступав за «Універсідад Католіка», будучи одним із провідних гравців столичного клубу. У сезоні 2023 року представлений як підсилиення «ЛДУ Кіто», з яким підписав 1-річний контракт.

## Кар'єра в збірній

### Молодіжна збірна
У 2010 році відзначився 14-ма голами за молодіжну збірну Еквадору, а на молодіжному чемпіонаті Південної Америки у 2011 році відзначився одним голом.

### Національна збірна
Вальтер Чала, який яскраво виступав за «Депортіво Куенка» в сезоні 2016 року, отримав виклик до національної збірної Еквадору під керівництвом Густаво Кінтероса на матчі кваліфікації чемпіонату світу 2018 проти Бразилії та Перу.
У 2021 році отримав виклик на товариський матч проти Болівії, в якому 21 березня дебютував на 83-й хвилині.
Також виходив на поле в переможному (3:2) товариському матчі проти Мексики, в якому відзначився третім голом збірної Еквадору.

## Статистика виступів

### Клубна
| Клуб                               | Див.              | Сезон             | Ліга  | Ліга | Нац. кубки | Нац. кубки | Конт. кубки | Конт. кубки | Загалом | Загалом | Загалом |
| Клуб                               | Див.              | Сезон             | Матчі | Голи | Матчі      | Голи       | Матчі       | Голи        | Матчі   | Голи    | Асисти  |
| ---------------------------------- | ----------------- | ----------------- | ----- | ---- | ---------- | ---------- | ----------- | ----------- | ------- | ------- | ------- |
| «Депортіво Куенка» Еквадор         | 1.ª               | 2010              | 19    | 7    | —          | —          | —           | —           | 19      | 7       | 0       |
| «Рубін» (Казань) Росія             | 1.ª               | 2011-12           | 0     | 0    | 0          | 0          | 0           | 0           | 0       | 0       | 0       |
| «Рубін» (Казань) Росія             | Загалом за клуб   | Загалом за клуб   | 0     | 0    | 0          | 0          | 0           | 0           | 0       | 0       | 0       |
| «Депортіво Куенка» Еквадор         | 1.ª               | 2012              | 31    | 3    | —          | —          | —           | —           | 31      | 3       | 2       |
| «Нафтохімік» (Нижньокамськ) Росія  | 2.ª               | 2012-13           | 4     | 1    | 0          | 0          | —           | —           | 4       | 1       | 1       |
| «Нафтохімік» (Нижньокамськ) Росія  | 2.ª               | 2013-14           | 28    | 2    | 2          | 1          | —           | —           | 30      | 3       | 2       |
| «Нафтохімік» (Нижньокамськ) Росія  | Загалом за клуб   | Загалом за клуб   | 32    | 3    | 2          | 1          | 0           | 0           | 34      | 4       | 3       |
| «Індепендьєнте дель Вальє» Еквадор | 1.ª               | 2015              | 17    | 3    | —          | —          | 2           | 0           | 19      | 3       | 1       |
| «Індепендьєнте дель Вальє» Еквадор | Загалом за клуб   | Загалом за клуб   | 17    | 3    | 0          | 0          | 2           | 0           | 19      | 3       | 1       |
| «Депортіво Куенка» Еквадор         | 1.ª               | 2016              | 42    | 14   | —          | —          | —           | —           | 42      | 14      | 12      |
| «Барселона» (Гуаякіль) Еквадор     | 1.ª               | 2017              | 1     | 0    | —          | —          | 0           | 0           | 1       | 0       | 0       |
| «Барселона» (Гуаякіль) Еквадор     | Загалом за клуб   | Загалом за клуб   | 1     | 0    | 0          | 0          | 0           | 0           | 1       | 0       | 0       |
| «Коррекамінос» Мексика             | 2.ª               | 2017-18           | 20    | 3    | 3          | 2          | —           | —           | 23      | 5       | 0       |
| «Коррекамінос» Мексика             | Загалом за клуб   | Загалом за клуб   | 20    | 3    | 3          | 2          | 0           | 0           | 23      | 5       | 0       |
| «Універсідад Католіка» Еквадор     | 1.ª               | 2018              | 17    | 1    | —          | —          | —           | —           | 17      | 1       | 1       |
| «Універсідад Католіка» Еквадор     | 1.ª               | 2019              | 27    | 5    | 2          | 0          | 6           | 2           | 35      | 7       | 4       |
| «Універсідад Католіка» Еквадор     | 1.ª               | 2020              | 14    | 2    | 0          | 0          | 2           | 1           | 16      | 3       | 5       |
| «Універсідад Католіка» Еквадор     | 1.ª               | 2021              | 27    | 5    | 0          | 0          | 4           | 2           | 31      | 7       | 6       |
| «Універсідад Католіка» Еквадор     | 1.ª               | 2022              | 17    | 1    | 0          | 0          | 8           | 0           | 25      | 1       | 4       |
| «Універсідад Католіка» Еквадор     | Загалом за клуб   | Загалом за клуб   | 102   | 14   | 2          | 0          | 20          | 5           | 124     | 19      | 20      |
| «ЛДУ Кіто» Еквадор                 | 1.ª               | 2023              | 12    | 0    | 0          | 0          | 1           | 0           | 13      | 0       | 1       |
| «ЛДУ Кіто» Еквадор                 | Загалом за клуб   | Загалом за клуб   | 12    | 0    | 0          | 0          | 1           | 0           | 13      | 0       | 1       |
| «Депортіво Куенка» Еквадор         | 1.ª               | 2024              | 20    | 0    | 2          | 0          | 1           | 0           | 23      | 0       | 3       |
| «Депортіво Куенка» Еквадор         | Загалом за клуб   | Загалом за клуб   | 112   | 24   | 2          | 0          | 1           | 0           | 115     | 24      | 17      |
| «Орієнте Петролеро» Болівія        | 1.ª               | 2025              | 2     | 0    | 0          | 0          | 0           | 0           | 2       | 0       | 0       |
| «Орієнте Петролеро» Болівія        | Загалом за клуб   | Загалом за клуб   | 2     | 0    | 0          | 0          | 0           | 0           | 2       | 0       | 0       |
| Усього за кар'єру                  | Усього за кар'єру | Усього за кар'єру | 298   | 47   | 9          | 3          | 24          | 5           | 331     | 55      | 42      |
| 1. 2.                              |                   |                   |       |      |            |            |             |             |         |         |         |

## Досягнення
«ЛДУ Кіто»
- Південноамериканський кубок
  -  Володар (1): 2023